# Karosi Júlia
Karosi Júlia (1982. szeptember 13. –) magyar dzsesszénekesnő, dalszerző, szövegíró.

## Élete
Édesanyja Pászthy Júlia operaénekesnő, bátyja Karosi Bálint New Yorkban élő orgonaművész és zeneszerző. Zenélni hatévesen kezdett a Solti György Zeneiskolában. Klasszikus zongorát tanult tizenkét évig, hegedűt öt évig. Gimnáziumi évei alatt az Angelica leánykarban énekelt, mellyel számos külföldi versenyen és turnén vett részt. A középiskola után az Eötvös Loránd Tudományegyetem Bölcsész Karán folytatta tanulmányait esztétika–filozófia szakon, ahol két diplomát szerzett. Egyetemi évei alatt kezdte meg jazz–ének tanulmányait Winand Gábornál. 2008-ban felvételt nyert a Liszt Ferenc Zeneművészeti Egyetem jazz–ének szakára, ahol Lakatos Ágnes és Berki Tamás lettek tanárai. 2010-ben a Zeneakadémia által indított tehetséggondozó pályázat öt kiemelt hallgatója közé választották. Díjakat és elismeréseket szerzett nemzetközi versenyeken Lengyelországban és Franciaországban, 2011-ben pedig a Magyar Jazz Szövetség második helyezéssel jutalmazta Sketches című saját szerzeményét.
Karosi Júlia saját zenekarát 2010 óta vezeti. 2014 áprilisában a rangos Jazzahead! fesztiválon, Brémában képviselte hazánkat. Első lemezét és mellé egy négyszámos kislemezt a japán Whereabouts Records adta ki 2012-ben. Második lemeze 2014-ben jelent meg a New York-i Dot Time Records gondozásában. A Hidden Roots című lemezt telt házas koncerten mutatták be 2014 márciusában a Budapesti Tavaszi Fesztiválon. A zenekar elsősorban az énekesnő saját szerzeményeit játssza. A zene dinamikus, magán viseli a magyar és közép-európai zene ritmikai sokszínűségét.
2016-ban az énekesnő – kisfia születése után – új anyaggal, egy egész estés Gershwin-műsorral tért vissza a színpadra, mely Fenyvesi Márton izgalmas hangszerelésében szólalt meg, vonós szekcióval kiegészülve. A Broadway-hangulatot idéző műsor hatalmas közönségsikert aratott, majd a zeneszerző születésnapjának 120. évfordulója alkalmából 2018-ban lemezen is megjelent Love Is Here to Stay címmel. A következő évben a Gershwin Songbook Cole Porter műveivel bővül, a tehetséges fiatal hangszerelő: Szabó Illés közreműködésében.
2017-ben, a Lakatos Ablakos Dezső ösztöndíj elnyerése után, innovatív Bartók-feldolgozással és újabb formabontó saját szerzeményekkel gazdagítja Karosi Júlia és zenekara a hazai jazz-színtér vokális palettáját.
Az énekesnő egyéni Bartók Mikrokozmosz-átirataival és Kodály Epigramma-átdolgozásaival 2018-ban elnyerte az MMA Művészeti Ösztöndíj Programját. Az átdolgozások először 2019-ben a Művészetek Palotájában a Jazz Showcase Záróestjén hangzottak el, ahol vendégük a nagyszerű New York-i gitáros, Ben Monder volt. A műsort lemezen is rögzítették, mely Without Dimensions (Dimenziók nélkül) címmel 2020 októberében jelent meg a Double Moon és Challenge Records gondozásában. A lemez komoly szakmai elismeréseket kapott külföldön: a Jazz Weekly oldalán a hét albumának választották, amerikai és a legjelentősebb német nyelvű jazz-magazinok pozitív kritikája mellett a BBC Music Magazine is négy csillagosra értékelte.
Az énekesnő nagysikerű Broadway műsora 2022-ben ismét egy illusztris zeneszerző, Stephen Sondheim zenei világával bővült. A bátran kísérletező énekesnő „Inner Voice” című, hatodik albumát az észt zongoraművésszel, Kristjan Randalu-val, és a kanadai-amerikai Ingrid Jensen trombita művésszel készítette. A lemezen, mely a berlini XJAZZ Music kiadásában jelent meg 2024. májusban, új kompozíciók mellett népdalfeldolgozás és klasszikus szerzők – Muszorgszkij, Bartók, Villa-Lobos – műveinek átiratai is szerepelnek. Karosi Júlia művészi látásmódja itt nemcsak műfaji határokon, hanem kulturális és zenei hagyományokon is átível. Az album a To Go Berlin Magazin Top 4 lemezei közé került. 
Karosi Júlia jelenléte a klasszikus zenében, valamint a nemzetközi színtéren is egyre intenzívebb. Saját pedagógiai anyaga, a Bartók Mikrokozmosz átirataiból készült énekes munkafüzet, a világ számos helyére eljutott már fizikai- és online formában is, valamint az énekesnő nemzetközi workshopjai során.

## Díjak, elismerések
- Különdíj, Voicingers Nemzetközi Jazz Ének Verseny, Zory, Lengyelország, 2009
- Tehetséggondozó Program a Zeneakadémia kiemelt hallgatói számára, 2010
- Második helyezés, Jazz Combo Verseny, 2011
- Crest Jazz Vocal, döntő, 2012
- Lakatos Ablakos Dezső ösztöndíj, 2017
- Magyar Művészeti Akadémia ösztöndíja, 2018
- Orszáczky Miklós Díj, 2021

## Lemezek
- Stroller of the City Streets, szerzői kiadás, 2012
- Stroller of the City Streets, Whereabout Records, 2012
- You Stepped Out of a Dream (EP), Whereabouts Records, 2012
- Hidden Roots, Dot Time Records, 2014
- Love Is Here to Stay - "LIVE at the Liszt Academy", 2018
- Without Dimensions, Double Moon & Challenge Records, 2020
- Inner Voice, XJAZZ Music, 2024